# Enicospilus merulus
Enicospilus merulus là một loài tò vò trong họ Ichneumonidae.